# 国家反毒机构
国家反毒机构（简称AADK），是隶属于马来西亚内政部的一个机构，于1996年由时任首相马哈迪·莫哈末领导的内阁议决成立。目的旨在打击毒品威胁。。